# Plattenküche/Episodenliste
Von der Fernsehreihe Plattenküche gab es 28 reguläre Folgen und eine Extra-Ausgabe.

## 1976

### 1. Folge
Erstausstrahlung: 23. Februar 1976
Comedy-Handlungen:
- Helga bereitet Pfannkuchen zu

- Helga ruft zu einer Postkarten-Aktion auf: Wer die positivste Kritik über die Plattenküche schreibt, wird in die nächste Sendung eingeladen
|   | Interpret                 | Lied                                                     | Anmerkungen       |
| - | ------------------------- | -------------------------------------------------------- | ----------------- |
| 1 | Hank the Knife & the Jets | Stan, the Gunman                                         |                   |
| 2 | Juliane Werding           | Wenn du denkst, du denkst, dann denkst du nur, du denkst |                   |
| 3 | Spooky & Sue              | Swinging on a Star                                       |                   |
| 4 | Volker Lechtenbrink       | Der Macher                                               |                   |
| 5 | Raphaela Nöcker           | Gruß und Kuss, dein Julius                               | Helgas Plattentip |
| 6 | Earth & Fire              | Thanks for the Love                                      |                   |
| 7 | Bernd Clüver              | Ein fremdes Mädchen                                      |                   |
| 8 | Gitte                     | Lass mich heute nicht allein                             |                   |
| 9 | The Glitter Band          | Painted Lady                                             |                   |

### 2. Folge
Erstausstrahlung: 31. Mai 1976
Comedy-Handlungen:
- Helga bereitet ein Käsefondue zu

- Reinhard Münchenhagen interviewt Mitarbeiter der Sendung

- Der Gewinner der Postkarten-Aktion ist im Studio

|   | Interpret                              | Lied                              | Anmerkungen       |
| - | -------------------------------------- | --------------------------------- | ----------------- |
| 1 | Long Tall Ernie & the Shakers          | Operator, Operator, get me a Line |                   |
| 2 | Tina Charles                           | I love to love                    |                   |
| 3 | Roy Black                              | Liebe, wie sie dir gefällt        |                   |
| 4 | Hot Chocolate                          | Don’t stop it now                 |                   |
| 5 | Nina Martin                            | Computermann                      |                   |
| 6 | Dizzy Man’s Band                       | Turkey, Turkey                    |                   |
| 7 | Udo Lindenberg                         | Johnny Controlletti               | englische Version |
| 8 | Su Kramer                              | Hier ist das Leben                |                   |
| 9 | Groupie’s Delite and the Sandwich Band | Alley Hoop                        |                   |

### 3. Folge
Erstausstrahlung: 20. September 1976
Comedy-Handlungen:
- Helga bereitet Bratwürstchen zu

- Frank verletzt sich bei einer Studiodurchfahrt den Arm

- Dr. Moser verletzt sich ebenfalls den Arm

- Es gibt eine Führung durch das Studio mit Treppeneinweihung

|    | Interpret          | Lied                   | Anmerkungen |
| -- | ------------------ | ---------------------- | ----------- |
| 1  | Boney M.           | Daddy Cool             |             |
| 2  | Gilbert O’Sullivan | Our own Baby           |             |
| 3  | Freddy Breck       | Weißer Flieder         |             |
| 4  | Fogg               | Captain Moonshine      |             |
| 5  | Gilly Mason        | Let me get to love you |             |
| 6  | Achim Reichel      | Drunken Sailor         |             |
| 7  | Julien Clerc       | This Melody            |             |
| 8  | Esther Galil       | Killer                 |             |
| 9  | Freya              | Du bist wie das Meer   |             |
| 10 | Showaddywaddy      | Rock ’n Roll Lady      |             |

### 4. Folge
Erstausstrahlung: 6. Dezember 1976
|   | Interpret    | Lied                            | Anmerkungen                              |
| - | ------------ | ------------------------------- | ---------------------------------------- |
| 1 | Can          | I want more                     |                                          |
| 2 | Drupi        | Aiutami                         |                                          |
| 3 | Spooky & Sue | You got what it takes           |                                          |
| 4 | Jürgen Drews | Es ist kalt in meinem Zimmer    |                                          |
| 5 | Heart        | Magic Man                       |                                          |
| 6 | Mud          | Nite of the Tiles               |                                          |
| 7 | Mary Roos    | Macht doch auf, lasst mich rein |                                          |
| 8 | Anita Meyer  | Just a Disillusion              |                                          |
| 9 | Slik         | Don't take your Love away       | im Bild als 'The Kid’s a Punk' angegeben |

## 1977

### 5. Folge
Erstausstrahlung: 24. Januar 1977
Comedy-Handlungen:
- Helga bereitet Ente zu

- Artisten und Zirkustiere bewerben sich in Dr. Mosers Büro

|    | Interpret                          | Lied                            | Anmerkungen |
| -- | ---------------------------------- | ------------------------------- | ----------- |
| 1  | Okko, Lonzo, Berry, Chris & Django | Jane                            |             |
| 2  | Jack Jersey                        | Blue brown-eyed Girl            |             |
| 3  | Gilly Mason                        | Another Woman                   |             |
| 4  | Smokie                             | Living next Door to Alice       |             |
| 5  | Gilbert O’Sullivan                 | To each his Own                 |             |
| 6  | Michael Holm                       | Manhattan                       |             |
| 7  | Elke Best                          | Die Babies krieg immer noch ich |             |
| 8  | Pasadena Roof Orchestra            | Singing in the Rain             |             |
| 9  | Jesse Green                        | Flip                            |             |
| 10 | Champagne                          | Rock ’n Roll Star               |             |

### 6. Folge
Erstausstrahlung: 21. März 1977
Comedy-Handlungen:
- Helga bereitet Pommes frites mit Mayonnaise zu

- Der Staubsauger-Vertreter Erwin Schabulke (gespielt von Karl Dall) führt einen Staubsauger vor, der dann verrückt spielt

- Ein angeblicher Fernsehmechaniker dringt in das Büro von Dr. Moser vor, um sich als Sänger zu bewerben
|    | Interpret       | Lied                       | Anmerkungen                          |
| -- | --------------- | -------------------------- | ------------------------------------ |
| 1  | Burlesque       | Acupuncture                |                                      |
| 2  | Juliane Werding | Da staunste, was?          | deutsche Version von Sherbet: Howzat |
| 3  | Roy Allison     | White Stockings            |                                      |
| 4  | Rosy & Andres   | My Love                    |                                      |
| 5  | Cliff Richard   | My kinda Life              |                                      |
| 6  | Abigail Browne  | Guava Jelly                |                                      |
| 7  | Roberto Blanco  | Baby, komm und tanz        |                                      |
| 8  | Udo Lindenberg  | Sister King Kong           |                                      |
| 9  | Gianna Nannini  | Fantasia                   |                                      |
| 10 | Mungo Jerry     | All that a Woman should be |                                      |

### 7. Folge
Erstausstrahlung: 23. Mai 1977
Comedy-Handlungen:
- Helga bereitet Pizza zu

- Ein Hund stört die Arbeiten und wird vom Vermieter der Plattenküche nicht gerne gesehen

- Reinhard Münchenhagen und der Schauspieler Dieter Augustin sind zu Gast
|    | Interpret                                                           | Lied                                 | Anmerkungen       |
| -- | ------------------------------------------------------------------- | ------------------------------------ | ----------------- |
| 1  | Trinidad Oil                                                        | Januari Februari (The Calendar Song) |                   |
| 2  | Su Kramer                                                           | Las Vegas                            |                   |
| 3  | Houseband                                                           | Dancing Shoes                        |                   |
| 4  | Dana                                                                | Fairytale                            |                   |
| 5  | Chris Roberts                                                       | Liebe ist gar nicht so schwer        |                   |
| 6  | Rolf                                                                | Meine kleine Melodie                 | Helgas Plattentip |
| 7  | Guys ’n’ Dolls                                                      | You are my World                     |                   |
| 8  | Golden Gate Quartet                                                 | Schwarzbraun ist die Haselnuss       |                   |
| 9  | Shirley                                                             | It’s me                              |                   |
| 10 | The Pipes and Drums of the 2nd Battalion of the Royal Irish Rangers |                                      |                   |

### 8. Folge
Erstausstrahlung: 13. September 1977
Comedy-Handlungen:
- Helga bereitet Forelle blau zu

- Der Fahrstuhl funktioniert nicht und belästigt damit Cindy und Bert

|   | Interpret                       | Lied                                                    | Anmerkungen |
| - | ------------------------------- | ------------------------------------------------------- | ----------- |
| 1 | Flying Saucers                  | Keep on coming                                          |             |
| 2 | Siw Inger                       | Warum kann ich nicht die andere sein?                   |             |
| 3 | Kevin Johnson                   | Rock ’n Roll (I gave you all the best Years of my Life) |             |
| 4 | Cindy & Bert                    | Rosen aus Rhodos                                        |             |
| 5 | Hot Chocolate                   | So you win again                                        |             |
| 6 | Freya & Bernd Wippich           | Schlaf, mein Kind                                       |             |
| 7 | Chanter Sisters                 | Dance dance                                             |             |
| 8 | Lucifer                         | Selfpity                                                |             |
| 9 | Disco Fritz and his Sauerkrauts | Das Jodel-Ding                                          |             |

### 9. Folge
Erstausstrahlung: 25. Oktober 1977 
|    | Interpret                         | Lied                          | Anmerkungen       |
| -- | --------------------------------- | ----------------------------- | ----------------- |
| 1  | Achim Reichel                     | Wir lieben die Stürme         |                   |
| 2  | Mary Roos                         | Ich bin Mary und nicht Jane   |                   |
| 3  | Sparks                            | A big Surprise                |                   |
| 4  | John Miles                        | Slow Down                     |                   |
| 5  | Bata Illic                        | Hey Girl, blondes Mädchen     |                   |
| 6  | Long Tall Ernie & The Shakers     | Do you remember               |                   |
| 7  | Duesenberg                        | This Time I'm in it for you   |                   |
| 8  | Nina Martin                       | I need your Love tonight      |                   |
| 9  | Elli Pyrelli                      | Mein Hamburg, ich lieb dich   | Helgas Plattentip |
| 10 | Alessi Brothers                   | Oh Lori                       |                   |
| 11 | Santa Esmeralda feat. Leroy Gomez | Don’t let me be misunderstood |                   |

### 10. Folge
Erstausstrahlung: 6. Dezember 1977
Comedy-Handlungen:
- Es geht weihnachtlich und zugleich traurig zu, da die Plattenküche eingestellt wird

- Bauarbeiter reißen mit schweren Gerät die Studiodekoration ab, um sie durch eine Straße zu ersetzen

|   | Interpret                         | Lied                  | Anmerkungen                                       |
| - | --------------------------------- | --------------------- | ------------------------------------------------- |
| 1 | Normaal                           | Alie                  |                                                   |
| 2 | Dianne Marchal                    | Speed Trap            |                                                   |
| 3 | Cliff Richard                     | My kinda Life         | Wiederholung aus Folge 6                          |
| 4 | Caro                              | You’re the Reason     |                                                   |
| 5 | Udo Lindenberg                    | Riki Masorati         |                                                   |
| 6 | The Dubliners                     | Spanish Lady          |                                                   |
| 7 | Jürgen Drews                      | Unnahbarer Engel      | deutsche Version von Alan O'Day: Undercover Angel |
| 8 | Lucio Battisti                    | Amarsi un po          |                                                   |
| 9 | Sheila B. Devotion                | Love me Baby          |                                                   |
| 8 | Okko, Lonzo, Berry, Chris & Timpe | Ein Weihnachts-Medley |                                                   |

## 1978

### 11. Folge
Erstausstrahlung: 26. August 1978
Comedy-Handlungen:
- Dr. Moser hat ein neues Büro

- Marie-Luise Marjan tritt als Gigi auf
|    | Interpret                     | Lied                       | Anmerkungen                                             |
| -- | ----------------------------- | -------------------------- | ------------------------------------------------------- |
| 1  | The Darts                     | Come back my Love          |                                                         |
| 2  | Volker Lechtenbrink           | Hitch Hike Baby            |                                                         |
| 3  | Elton Motello                 | Jet Boy, Jet Girl          | Originalversion von Plastic Bertrand: Ca Plane pour moi |
| 4  | Barbara Valentin & Peter Kern | Wenn die Kornblumen blüh’n |                                                         |
| 5  | Lonnie Donegan                | Rock Island Line           |                                                         |
| 6  | Ute Berling                   | Kasimir, der Elternschreck | Helgas Plattentip                                       |
| 7  | José Reyes et Los Reyes       | Lailola                    | spanische Version von Donatella Rettore: Lailola        |
| 8  | Chi Coltrane                  | Ooh Baby                   |                                                         |
| 9  | Gruppo Sportivo               | Rock & Roll                |                                                         |
| 10 | Thembi                        | Love me forever            |                                                         |

### 12. Folge
Erstausstrahlung: 23. September 1978
Comedy-Handlungen:
- Helga und Frank haben im Lotto gewonnen
|    | Interpret          | Lied                     | Anmerkungen |
| -- | ------------------ | ------------------------ | ----------- |
| 1  | Hot Chocolate      | Runaway Girl             |             |
| 2  | Marianne Rosenberg | So ist nun mal das Leben |             |
| 3  | Earth & Fire       | A Lifetime before        |             |
| 4  | Su Kramer          | King Creole              |             |
| 5  | Su Kramer          | I wanna be loved by you  |             |
| 6  | Groupies Delite    | Alley Oop                |             |
| 7  | Mike Batt          | Railway Hotel            |             |
| 8  | Zack Ferguson      | Skateboard dancin'       |             |
| 9  | John Miles         | No hard Feelings         |             |
| 10 | Gianna Nannini     | Siamo Vivi               |             |
| 11 | Richard Myhill     | It takes two to Tango    |             |

### 13. Folge
Erstausstrahlung: 21. Oktober 1978
Comedy-Handlungen:
- Viren und Bazillen behindern die Dreharbeiten
|    | Interpret                      | Lied                                    | Anmerkungen                                  |
| -- | ------------------------------ | --------------------------------------- | -------------------------------------------- |
| 1  | Can                            | Can-Can                                 |                                              |
| 2  | Judy Cheeks                    | Mellow lovin’                           |                                              |
| 3  | Robert Gordon                  | The Way I walk                          |                                              |
| 4  | Die Westfälischen Nachtigallen | Mit 17 hat man noch Träume              |                                              |
| 5  | Caro                           | Try, Try                                |                                              |
| 6  | Guys ’n’ Dolls                 | Angel of the Morning                    |                                              |
| 7  | The Teens                      | Gimme gimme gimme gimme gimme your Love | Helgas Plattentip                            |
| 8  | Udo Lindenberg                 | Salty Dog                               | deutsche Version von Procol Harum: Salty Dog |
| 9  | Elkie Brooks                   | Putting my Heart on the Line            |                                              |
| 10 | Peter Allen                    | I go to Rio                             |                                              |

### 14. Folge
Erstausstrahlung: 18. November 1978
|   | Interpret              | Lied                      | Anmerkungen                                              |
| - | ---------------------- | ------------------------- | -------------------------------------------------------- |
| 1 | Dirty Dogs             | Lose Control              |                                                          |
| 2 | Lonzo (Geiger)         | Ich armes welsches Teufli |                                                          |
| 3 | Supermax               | Love Machine              |                                                          |
| 4 | Renée                  | Sweet Nothings            |                                                          |
| 5 | Dire Straits           | Sultans of Swing          |                                                          |
| 6 | Gitte                  | Von Hollywood träumen     | deutsche Version von Lesley Hamilton: No Hollywood Movie |
| 7 | The Kinks              | Father Christmas          |                                                          |
| 8 | Dee Dee                | I put a Spell on you      |                                                          |
| 9 | Abdul Hassan Orchestra | Arabian Affair            |                                                          |

### 15. Folge
Erstausstrahlung: 30. Dezember 1978
|    | Interpret       | Lied                                 | Anmerkungen       |
| -- | --------------- | ------------------------------------ | ----------------- |
| 1  | Lilac Angels    | Rock 'n' Roll Lady                   |                   |
| 2  | Oliver Onions   | Bulldozer                            |                   |
| 3  | Fischer-Chöre   | La Paloma                            |                   |
| 4  | Gilly Mason     | Nothin' but a Heartache              |                   |
| 5  | Cherry Cats     | Hasch mich, vernasch mich            | Helgas Plattentip |
| 6  | Gidea Park      | Beach Boy Gold                       |                   |
| 7  | Siw Inger       | Hey, nur nicht drängeln, junger Mann |                   |
| 8  | Lindisfarne     | Run for Home                         |                   |
| 9  | Snoopy          | No Time for a Tango                  |                   |
| 10 | Promises        | Baby it´s you                        |                   |
| 11 | Teach-In (Band) | Dear John                            |                   |

## 1979

### 16. Folge
Erstausstrahlung: 13. März 1979
Comedy-Handlungen:
- Evi Finger sucht per Annonce einen Mann
|    | Interpret               | Lied                                            | Anmerkungen                               |
| -- | ----------------------- | ----------------------------------------------- | ----------------------------------------- |
| 1  | Pasadena Roof Orchestra | Am Sonntag will mein Süßer mit mir Segeln gehen |                                           |
| 2  | Gianni Bella            | Toc Toc                                         |                                           |
| 3  | Rainbow Train           | Another Band                                    |                                           |
| 4  | Jürgen Drews            | Du schaffst mich                                | deutsche Version von Exile: You thrill me |
| 5  | Liquid Gold             | Anyway you do it                                |                                           |
| 6  | Frank Mills             | Music Box Dancer                                |                                           |
| 7  | Whitesnake              | Lie down                                        |                                           |
| 8  | Red Baron               | That Summernight                                |                                           |
| 9  | Roxy Music              | Trash                                           |                                           |
| 10 | Boney M.                | Nightflight to Venus                            |                                           |

### 17. Folge
Erstausstrahlung: 10. April 1979
|    | Interpret                       | Lied                               | Anmerkungen                                                     |
| -- | ------------------------------- | ---------------------------------- | --------------------------------------------------------------- |
| 1  | Herman Brood & his Wild Romance | Saturday Night                     |                                                                 |
| 2  | Elke Best                       | Du bist der Größte                 |                                                                 |
| 3  | Lenny MacDowell                 | Locomotive Breath                  |                                                                 |
| 4  | Michael Cretu                   | Wild River                         |                                                                 |
| 5  | George Duke                     | Party Down                         |                                                                 |
| 6  | Jürgen Marcus                   | Luci-Ah                            |                                                                 |
| 7  | Triumvirat                      | Waterfall                          |                                                                 |
| 8  | Apostrophe                      | Sad and blue                       | Helgas Plattentip                                               |
| 9  | Marius Müller-Westernhagen      | Mit Pfefferminz bin ich dein Prinz | nach nicht mal einer Minute von Regisseur Norbert Nagel beendet |
| 10 | Marius Müller-Westernhagen      | Dicke                              |                                                                 |
| 11 | Racey                           | Lay your Love on me                |                                                                 |

### 18. Folge
Erstausstrahlung: 15. Mai 1979
|    | Interpret            | Lied                    | Anmerkungen                              |
| -- | -------------------- | ----------------------- | ---------------------------------------- |
| 1  | Pointer Sisters      | Fire                    |                                          |
| 2  | Dr. Feelgood         | Milk and Alcohol        | Ansage von Christian Simon (ZDF-Rockpop) |
| 3  | Pamala Stanley       | This is hot             |                                          |
| 4  | Tjens Couter         | Honeybee                |                                          |
| 5  | Luv’                 | Trojan Horse            |                                          |
| 6  | Stefan Waggershausen | Café Royal              |                                          |
| 7  | Blondie              | Heart of Glass          |                                          |
| 8  | Antonello Venditti   | Bomba o non Bomba       |                                          |
| 9  | Promises             | Let's get back together |                                          |
| 10 | Eyes on Fire         | Mama don't know         |                                          |

### 19. Folge
Erstausstrahlung: 19. Juni 1979
|    | Interpret                  | Lied                             | Anmerkungen |
| -- | -------------------------- | -------------------------------- | ----------- |
| 1  | Magnet & Steel             | Boogie Woogie Dixieband          |             |
| 2  | Art Sullivan               | Fan Fan Fan                      |             |
| 3  | Ulla Meinecke              | Lied für dich                    |             |
| 4  | Scorpions                  | Is there anybody there?          |             |
| 5  | Patrick Hernandez          | Born to be alive                 |             |
| 6  | Rachel Sweet               | B.A.B.Y.                         |             |
| 7  | Rachel Sweet               | I got to Pieces                  |             |
| 8  | Loredana Bertè             | Dedicato                         |             |
| 9  | Roxy Music                 | Dance away                       |             |
| 10 | Pasadena Roof Orchestra    | If I had a talking Picture       |             |
| 11 | Lene Lovich                | Lucky Number                     |             |
| 12 | Rudolf Rock & die Schocker | Rocken, dass die Schwarte kracht |             |

### 20. Folge
Erstausstrahlung: 17. Juli 1979
Comedy-Handlungen:
- Dr. Moser bestellt einen Computer
|    | Interpret                     | Lied                     | Anmerkungen |
| -- | ----------------------------- | ------------------------ | ----------- |
| 1  | Jane Palmer                   | (Out on) Thunder Island  |             |
| 2  | Bram Tchaikovsky              | Robber                   |             |
| 3  | La Düsseldorf                 | Rheinita                 |             |
| 4  | Alex                          | Rock Machine             |             |
| 5  | Achim Reichel                 | Heiße Scheibe            |             |
| 6  | Achim Reichel                 | Die rätselhafte Freundin |             |
| 7  | BZN                           | Oh me, oh my             |             |
| 8  | Them                          | Hamburg Connection       |             |
| 8  | Lou and the Hollywood Bananas | Kingston, Kingston       |             |
| 10 | Munich                        | Music is my Destiny      |             |
| 11 | Oliver Onions                 | Six Ways                 |             |

### 21. Folge
Erstausstrahlung: 7. August 1979
|    | Interpret                         | Lied                                                    | Anmerkungen |
| -- | --------------------------------- | ------------------------------------------------------- | ----------- |
| 1  | Drafi Deutscher                   | Shake Hands und Marmor, Stein und Eisen bricht (Medley) |             |
| 2  | Drafi Deutscher                   | Can I reach you?                                        |             |
| 3  | Adriano Celentano                 | Soli                                                    |             |
| 4  | Snowball                          | Move to the Music                                       |             |
| 5  | Emily Woods                       | Venus                                                   |             |
| 6  | Hollies                           | Harlequin                                               |             |
| 7  | Race                              | Just a Joke                                             |             |
| 8  | Serge Gainsbourg                  | Daisy Temple                                            |             |
| 9  | M                                 | Pop Muzik                                               |             |
| 10 | Duncan Browne                     | The wild Places                                         |             |
| 11 | Okko, Lonzo, Chris, Berry & Timpe | Atemlos                                                 |             |
| 12 | Richard Myhill                    | She can Can-Can                                         |             |

## 1980

### 22. Folge
Erstausstrahlung: 4. März 1980
|    | Interpret         | Lied                          | Anmerkungen |
| -- | ----------------- | ----------------------------- | ----------- |
| 1  | Triumvirat        | Party Life                    |             |
| 2  | Cambridge Buskers | Der Barbier von Sevilla       |             |
| 3  | Dollar            | I wanna hold your Hand        |             |
| 4  | Rex Gildo         | Auch wenn du weinst           |             |
| 5  | The Doll          | Cinderella with a husky Voice |             |
| 6  | Mike Batt         | Lady of the Dawn              |             |
| 7  | Gianna Nannini    | America                       |             |
| 8  | Racey             | Such a Night                  |             |
| 9  | Boomtown Rats     | Someone's looking at you      |             |
| 10 | Jane Palmer       | I wanna dance with you        |             |
| 11 | Zeltinger Band    | Müngersdorfer Stadion         |             |

### 23. Folge
Erstausstrahlung: 1. April 1980
|    | Interpret       | Lied                    | Anmerkungen |
| -- | --------------- | ----------------------- | ----------- |
| 1  | Rachel Sweet    | Baby, Let's Play House  |             |
| 2  | Kelly Family    | David's Song            |             |
| 3  | Suzi Quatro     | Mama's Boy              |             |
| 4  | Renato Zero     | Il Carrozzone           |             |
| 5  | Madness         | My Girl                 |             |
| 6  | Ellen Foley     | What's A Matter, Baby   |             |
| 7  | Peter Cornelius | Der Kaffee ist fertig   |             |
| 8  | Searchers       | Hearts In Her Eyes      |             |
| 9  | Bernhard Brink  | Ich wär' so gern wie du |             |
| 10 | Earth & Fire    | Fire Of Love            |             |
| 11 | Keith Foote     | Freedom Street          |             |

### 24. Folge
Erstausstrahlung: 22. April 1980
|    | Interpret                       | Lied                               | Anmerkungen                                               |
| -- | ------------------------------- | ---------------------------------- | --------------------------------------------------------- |
| 1  | Herman Brood & His Wild Romance | Hot Shot                           |                                                           |
| 2  | Amanda Lear                     | Diamonds                           |                                                           |
| 3  | G.L.S.-United                   | Rappers Deutsch                    | Deutsche Version von The Sugarhill Gang: Rapper’s Delight |
| 4  | Dozy, Beaky, Mick & Tich        | You’ve Got Me on the Run           |                                                           |
| 5  | Wilfried                        | I’ve Got to Have a Reggae          |                                                           |
| 6  | Antonello Venditti              | Buona Domenica                     |                                                           |
| 7  | Debbie Neon                     | Psycho Killer                      |                                                           |
| 8  | The Veterans                    | There Ain’t No Age for Rock’n Roll |                                                           |
| 9  | Steve & Lee                     | Iceberg                            |                                                           |
| 10 | Katja Ebstein                   | Was hat sie, das ich nicht habe    |                                                           |
| 11 | Sister Sledge                   | Reach Your Peak                    |                                                           |

### 25. Folge
Erstausstrahlung: 13. Mai 1980
|    | Interpret           | Lied                      | Anmerkungen |
| -- | ------------------- | ------------------------- | ----------- |
| 1  | Blonde on Blonde    | The Letter                |             |
| 2  | Volker Lechtenbrink | Leben, so wie ich es mag  |             |
| 3  | The Buggles         | Clean, clean              |             |
| 4  | Jennifer Kemp       | Hier kommt die Nacht      |             |
| 5  | The Tourists        | So good to be back Home   |             |
| 6  | Zaine Griff         | Tonight                   |             |
| 7  | Godley & Creme      | An Englishman in New York |             |
| 8  | Lonzo (Geiger)      | Dinosaurier               |             |
| 9  | Liquid Gold         | Dance yourself dizzy      |             |
| 10 | The Tremeloes       | Lights of Port Royal      |             |
| 11 | Gibson Brothers     | Better do it Salsa        |             |

### 26. Folge
Erstausstrahlung: 3. Juni 1980
|    | Interpret                  | Lied                       | Anmerkungen |
| -- | -------------------------- | -------------------------- | ----------- |
| 1  | Frank Zander               | Crazy Harry                |             |
| 2  | Hot Chocolate              | No Doubt about it          |             |
| 3  | Marius Müller-Westernhagen | Lady                       |             |
| 4  | The Stripes                | Ecstasy                    |             |
| 5  | Suzanne Klee               | Wenn du nicht weißt, wohin |             |
| 6  | Passport                   | Uptown Rendezvous          |             |
| 7  | Dolly Dots                 | We believe in Love         |             |
| 8  | Helen Schneider            | Hearts of Stone            |             |
| 9  | Richie Hale & the Stormers | Punk Ski                   |             |
| 10 | Portsmouth Sinfonia        | Apache                     |             |
| 11 | Miguel Bosé                | Olympic Games              |             |

### 27. Folge
Erstausstrahlung: 24. Juni 1980
|    | Interpret                        | Lied                              | Anmerkungen                                                          |
| -- | -------------------------------- | --------------------------------- | -------------------------------------------------------------------- |
| 1  | Allan Clarke                     | Slipstream                        |                                                                      |
| 2  | Oliver Onions                    | Santa Maria                       |                                                                      |
| 3  | Gitte Hænning                    | Mach das doch noch einmal mit mir | deutsche Version von Captain & Tennille: Do that to me one more Time |
| 4  | Chips                            | You name it, I'll do it           |                                                                      |
| 5  | Guys ’n’ Dolls                   | Our Song                          |                                                                      |
| 6  | Toto Cutugno                     | Solo noi                          |                                                                      |
| 7  | Bogart                           | Stop loving you                   |                                                                      |
| 8  | Massada                          | Sajang é                          |                                                                      |
| 9  | Wolle Kriwanek & Schulz Brothers | Stroßaboh                         |                                                                      |
| 10 | Osibisa                          | Pata Pata                         |                                                                      |

### Plattenküche Extra
Erstausstrahlung: 18. Juli 1980
|    | Interpret  | Lied                                                         | Anmerkungen |
| -- | ---------- | ------------------------------------------------------------ | ----------- |
| 1  | Sydne Rome | Barbecue Ball                                                |             |
| 2  | Elton John | Chasing the Crown                                            |             |
| 3  | Sydne Rome | Ha! Ha! Said the Clown                                       |             |
| 4  | Elton John | Little Jeannie                                               |             |
| 5  | Sydne Rome | Milky Way                                                    |             |
| 6  | Sydne Rome | For you                                                      |             |
| 7  | Elton John | Sartorial Eloquence (Don’t you wanna play this Game no more) |             |
| 8  | Sydne Rome | Barefoot Blues                                               |             |
| 9  | Sydne Rome | When it comes to you                                         |             |
| 10 | Elton John | Song for Guy                                                 |             |

### 28. Folge
Erstausstrahlung: 5. August 1980
|    | Interpret                           | Lied                          | Anmerkungen                             |
| -- | ----------------------------------- | ----------------------------- | --------------------------------------- |
| 1  | Highway                             | No Name, no Number            |                                         |
| 2  | Jürgen Drews                        | Dein Gesicht                  |                                         |
| 3  | Umberto Tozzi                       | Stella stai                   |                                         |
| 4  | Demis Roussos                       | San Pedro's Children          |                                         |
| 5  | Su Kramer                           | Butterfly                     |                                         |
| 6  | Alberto Fortis                      | La Sedia di Lilla             |                                         |
| 7  | Elephant                            | Love Planes                   |                                         |
| 8  | Manuela                             | Schuld war nur der Bossa Nova |                                         |
| 9  | Elton John                          | Little Jeannie                | Wiederholung aus der Plattenküche Extra |
| 10 | Okko, Lonzo, Chris, Berry und Timpe | Scheiden tut weh              |                                         |